# Pahuayo Grande
Pahuayo Grande es una localidad del municipio de Ilamatlán ubicado en la región de la Huasteca Baja del estado mexicano de Veracruz.

## Geografía
La localidad de Pahuayo Grande se sitúa en las coordenadas geográficas 20°48′57″N 98°19′37″O / 20.815833, -98.326944, a una elevación de 652 metros sobre el nivel del mar.

## Demografía
Según el Conteo de Población y Vivienda 2020, efectuado por el Instituto Nacional de Estadística y Geografía, la localidad de Pahuayo Grande tiene 149 habitantes, de los cuales 76 son del sexo masculino y 73 del sexo femenino. La tasa de fecundidad es de 3.15 hijos por mujer y tiene 40 viviendas particulares habitadas.
| Gráfica de evolución demográfica de Pahuayo Grande entre 1900 y 2020 |
|                                                                      |
| INEGI.                                                               |